# 4Dマン
『4Dマン』 (イギリス向け題名：The Evil Force、アメリカ合衆国での別題：Master of Terror）は、1959年公開のアメリカ合衆国のインデペンデントSF映画。
製作と脚本をジャック・H・ハリスが担当し、アーヴィン・ショーテス・イヤワース・Jrが監督を務めた。ロバート・ランシングやリー・メリーウェザー、ジェームズ・コングドンが出演した。配給はユニバーサル-インターナショナル。

## キャスト
| 役名       | 俳優                   | 日本語吹替                     |
| 役名       | 俳優                   | NETテレビ版                    |
| ---------- | ---------------------- | ------------------------------ |
| スコット   | ロバート・ランシング   | 家弓家正                       |
| トニー     | ジェームズ・コンドン   | 田中信夫                       |
| リンダ     | リー・メリーウェザー   | 池田昌子                       |
| ロイ       | ロバート・ストラウス   | 宮川洋一                       |
| カーソン   | エドガー・ステリ       | 槐柳二                         |
| ブライアン | ディーン・ニューマン   | 中田浩二                       |
| ロジャース | エルバート・スミス     | 島宇志夫                       |
| フレッド   | ガイ・レモンド         | 伊藤克                         |
| ウェルズ   | ジャスパー・ディーター | 上田敏也                       |
|            |                        |                                |
| 演出       | 演出                   | 小林守夫                       |
| 翻訳       | 翻訳                   | 木原たけし                     |
| 効果       | 効果                   | 芦田公雄 熊耳勉                |
| 調整       |                        |                                |
| 制作       | 制作                   | 東北新社                       |
| 解説       | 解説                   | 増田貴光                       |
| 初回放送   | 初回放送               | 1973年3月10日 『土曜映画劇場』 |